# Ring Andersen
Le Ring Andersen est un ketch de la Baltique, construit, en 1948, par le chantier Ring Andersen à Svendborg, Danemark.

## Histoire
À l'origine navire de charge, il convoie, entre 1948 et 1962, sel, céréales et denrées en tous genres entre la mer Baltique et l'Afrique. 
Il est transformé en yacht en 1962 par l'architecte Slaaby Larsen. 
Après 30 années de charter dans les Caraïbes et 10 années d'abandon en Virginie (États-Unis), il est restauré avec un gréement bermudien et navigue en Atlantique et aux Caraïbes. Il est accueilli au Musée maritime de La Rochelle en 2009 où se poursuit sa restauration commencée au chantier naval de la baie de Chesapeake aux États-Unis. Il est une nouvelle fois restauré en 2019 et francisé en 2020. Le Ring Andersen bénéficie du label BIP (Bateau d'intérêt patrimonial) depuis 2020. Son port d'attache est Vannes (Morbihan), en France, puis Bordeaux en 2023.

## Caractéristiques
D'une longueur de 35 m, avec un tirant d'eau de 3,30 m, propulsé par un moteur de 300 ch, puis par un moteur Volvo D13 de même puissance en 2019, le navire accueille 8 passagers en charter, 12 passagers à la journée et 50 passagers à quai. Son gréement aurique d'origine a été remplacé en 1962 par un gréement bermudien d’une surface de 450 m2, avec un grand mat de 27 m de hauteur.